# Norges Kommunistiske Parti
Die Norges Kommunistiske Parti (Abk. NKP; deutsch Kommunistische Partei Norwegens) ist eine 1923 entstandene kommunistische Partei in Norwegen. Sie vertritt einen marxistisch-leninistischen Standpunkt. Vorsitzende ist seit 2015 Runa Evensen.

## Geschichte

### Vorgeschichte
Die 1887 gegründete Arbeiderpartiet (dt. Arbeiterpartei) radikalisierte sich unter dem Einfluss der Folgen des Ersten Weltkriegs und der Oktoberrevolution, welche in Norwegen großen Einfluss erlangte. So kam es am 6. Juni 1917 zum ersten Generalstreik des Landes, in welchen ein Ende der Teuerung gefordert wurde. Der spätere norwegische Ministerpräsident Einar Gerhardsen berichtete rückblickend davon, dass „die Entwicklung des revolutionären Rußland [...] die linken Kräfte in der norwegischen Arbeiterpartei [unterstützte]. Der russischen Revolution wurde außerordentliches Interesse entgegengebracht. In Christiania und im ganzen Land fanden Versammlungen in brechend vollen Räumen statt.“ Ebenfalls 1917 entstanden auch erste Arbeiterräte, die bis zum Frühjahr 1918 bereits 60.000 Arbeiter vertraten. Diese fanden Unterstützung in der Gewerkschaftsbewegung und dem Sozialdemokratischen Jugendverband Norwegens. Am 5. März 1918 fand auf einen Aufruf dieser Arbeiterräte hin die bis dahin größte Massendemonstration Norwegens statt. Im Laufe des März 1918 fand ebenfalls die erste landesweite Konferenz der Arbeiterräte statt. Dabei erhobene Forderungen waren u. a. die gesellschaftliche Kontrolle der Produktion, Bekämpfung der Teuerung, Maßnahmen gegen die Arbeitslosigkeit, die Einführung des 8-Stunden-Tages und die Demobilisierung der Armee. Ende 1918 wurden die Arbeiterräte aufgelöst. Im Juni 1919 schloss sich die von Martin Tranmæl geführte Arbeiterpartei der Kommunistischen Internationale (KI) an.

### Gründung
1923 kam es jedoch zum Bruch, da die Arbeiterpartei den Führungsanspruch der KI zurückwies und darauf bestand, ihre Politik vollkommen eigenständig zu planen und durchzuführen. Die Partei entschied daher am 4. November 1923 auf einem Sonderparteitag, die KI zu verlassen. Eine Minderheit der Mitglieder gründete noch am selben Tag Norges Kommunistiske Parti, welche Nachfolgerin der Arbeiterpartei als norwegische Sektion der KI wurde. Immerhin fast die Hälfte der 29 Repräsentanten der Arbeiterpartei im Storting, dem norwegischen Parlament, wechselte in die neue Partei.

### Bis 1945
Zulauf erhielt sie zudem auch aus Gewerkschaftskreisen. Dennoch erreichte die Partei bei der Parlamentswahl des Jahres 1924 nur 6,1 Prozent der Stimmen, während die Arbeiterpartei auf 18 % kam und die Sozialdemokraten auf rund 9 %. In den Folgejahren verlor die NKP weiter an parlamentarischen Rückhalt in der Bevölkerung. Zwischen 1930 und 1945 hatte sie deshalb kein Storting-Mandat mehr inne.
Den Zweiten Weltkrieg sah die NKP angesichts des deutsch-sowjetischen Nichtangriffspakts vom August 1939 im Gegensatz zur Arbeiterpartei als imperialistischen Krieg, dessen Ausbruch nicht nur Deutschland, sondern auch die Westmächte durch fehlende Sicherheitsabkommen mit der Sowjetunion verschuldet hätten. Im finnisch-sowjetischen Winterkrieg unterstützte die NKP die Sowjetunion. Als der Krieg Norwegen mit der Eroberung durch die Wehrmacht ab dem 9. April 1940 erreichte, rief die NKP öffentlich dazu auf, Widerstandshandlungen gegen die Besatzer zu unterlassen. Selbst als die NKP im August 1940 als erste Partei überhaupt von den deutschen Okkupanten verboten wurde, war die Haltung ihnen gegenüber nicht eindeutig. Erst nach dem deutschen Überfall auf die Sowjetunion im Juni 1941 und der Reorganisation der Partei infolge eines heimlichen Parteitages am 31. Dezember 1941 begann die NKP mit deutlichen Widerstandshandlungen.
Durch zahlreiche Sabotageakte gegen die Deutschen während der zweiten Hälfte des Krieges konnte die NKP ihre Popularität steigern. In der ersten Nachkriegswahl erreichte sie einen Stimmenanteil von 11,9 Prozent. Ideologische Auseinandersetzungen gegen Ende der 1940er Jahre schwächten die Partei jedoch zusehends. So wurde Peder Furubotn, der maßgeblich für die Widerstandpolitik gegen die Deutschen ab 1942 verantwortlich gezeichnet hatte, wegen „titoistischer“ Tendenzen und „imperialistischen Agententums“ aus der Partei ausgeschlossen.

### Nach 1945
Den von Chruschtschow eingeleiteten Prozess der Entstalinisierung kommentierte die NKP mit großer Zurückhaltung. Den Ungarischen Volksaufstand von 1956 bezeichnete die Partei als Konterrevolution und erwies sich damit als linientreu. Als der Konflikt zwischen der KPdSU und den chinesischen Kommunisten ihren Höhepunkt erreichte, vermieden es die NKP und ihr langjähriger Vorsitzender Emil Løvlien, klar Stellung zu beziehen. Der Einmarsch sowjetischer Truppen in der Tschechoslowakei zur Zeit des Prager Frühlings bewog die Partei zu einer kritischen Haltung und damit erstmals zu einer Distanzierung von der Politik Moskaus. Der nach Ansicht mancher Gemeinderepräsentanten nicht völlig überwundene Stalin-Kult führte aber noch 2004 zu Konflikten und Parteiaustritten.
Anfang der 1970er Jahre sprach sich die NKP vehement gegen eine Mitgliedschaft Norwegens in der Europäischen Gemeinschaft aus. 1973 ging die Partei mit Sosialistisk Folkeparti (Sozialistischen Volkspartei) und Demokratiske Sosialister (Demokratischen Sozialisten) ein Wahlbündnis ein, das 11,6 % der Stimmen und 16 Mandate erringen konnte. Im Parlament saß damit für vier Jahre auch der NKP-Vorsitzende Reidar T. Larsen.
Seit Ende der siebziger Jahre hat sich die NKP, zum Teil wegen interner Flügelkämpfe, zu einer Splitterpartei entwickelt. Bei der Parlamentswahl 2021 erhielt sie nur noch 308 Stimmen (0,0 Prozent).
Von ihrer Gründung 2013 bis zu ihrer Auflösung 2023 war die NKP Mitglied der Initiative kommunistischer und Arbeiterparteien Europas.

## Programm

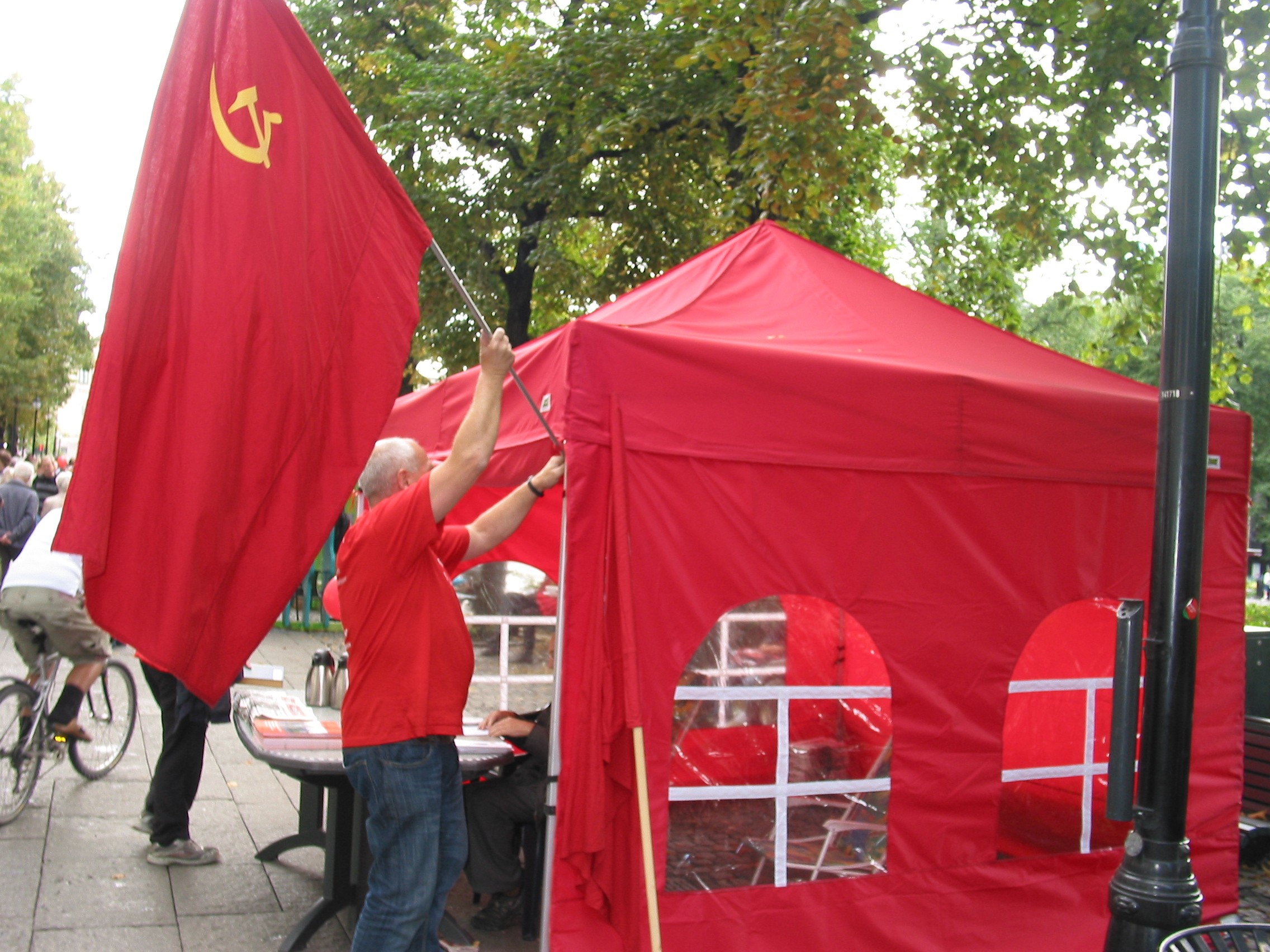
Stand in der Osloer Innenstadt vor der Wahl 2009

Die Grundlage für die politische Arbeit der Partei liefert seit ihrer Gründung der Marxismus-Leninismus. Nach Ansicht der NKP bedrohen drei „Hauptprobleme“ die Menschheit: die soziale Ungerechtigkeit, die Umweltzerstörung und das Militärwesen bzw. die Kriege, die überall auf der Welt entfacht werden. Diese Probleme könne man nur lösen, indem der Kapitalismus bekämpft und überwunden wird. Das kapitalistische System soll dabei durch eine demokratisch legitimierte Planwirtschaft ersetzt werden, die den grundlegenden Bedürfnissen der Menschen Rechnung trage. Hierzu wird unter anderem das Recht auf Arbeit und Ausbildung gezählt.
Im 1997 konzipierten „Arbeitsprogramm“ werden private Bildungseinrichtungen und Kindergärten abgelehnt. Kostenfreie Kindergartenplätze sollen garantiert werden. Der christliche Religionsunterricht ist nach Auffassung der Partei abzuschaffen und gegen allgemeinen Ethik-Unterricht zu ersetzen.
Die NKP tritt für eine staatliche kontrollierte Energiewirtschaft ein, die die Stromversorgung nicht transnational operierenden Unternehmen überlässt. Die Erdölförderung in der Barentssee wird abgelehnt. In der Fischereipolitik sollen Konzessionen nur an lokale, nicht börsennotierte Reedereien vergeben werden.
Der Kampf gegen die Europäische Union gilt als aktive Friedenspolitik. Eine EU-Mitgliedschaft Norwegens wird nach wie vor ebenso abgelehnt wie eine Teilnahme des Landes am Schengener Abkommen. Die NKP verlangt den Austritt Norwegens aus der NATO. Die norwegische Waffenproduktion soll nach dem Willen der Partei eingestellt werden.
Da Norwegen eines der reichsten Länder der Welt sei, könne es bedeutend mehr Flüchtlinge aufnehmen, als dies gegenwärtig der Fall ist. Dem Sameting, der parlamentarischen Vertretung der Samen, soll ein Vetorecht gegen alle Gesetze zugestanden werden, die diese offiziell anerkannte Minorität betreffen.

## Medien
Von 1923 bis 1929 gab die Partei die Tageszeitung Norges Kommunistblad (dt.: Kommunistische Zeitung Norwegens) heraus.
Von 1929 bis 1940 war die Tageszeitung Arbeideren (dt.: Der Arbeiter) das Zentralorgan der Partei.
Seit 1941 gibt die Partei die Zeitung Friheten (dt.: Die Freiheit) heraus, welche mittlerweile eine Wochenzeitung ist und 2009 eine Auflage von 1.500 Exemplaren erreichte.

## Wahlergebnisse
| Wahljahr | Prozent | Sitze | Sitze gesamt |
| -------- | ------- | ----- | ------------ |
| 1924     | 6,1     | 6     | 150          |
| 1927     | 4,0     | 3     | 150          |
| 1930     | 1,7     |       | 150          |
| 1933     | 1,8     |       | 150          |
| 1936     | 0,3     |       | 150          |
| 1945     | 11,9    | 11    | 150          |
| 1949     | 5,8     |       | 150          |
| 1953     | 5,1     | 3     | 150          |
| 1957     | 3,4     | 1     | 150          |

| Wahljahr | Prozent            | Sitze | Sitze gesamt |
| -------- | ------------------ | ----- | ------------ |
| 1961     | 2,9                |       | 150          |
| 1965     | 1,4                |       | 150          |
| 1969     | 1,0                |       | 150          |
| 1973     | Listenverbindung 1 | 1     | 155          |
| 1977     | 0,4                |       | 155          |
| 1981     | 0,3                |       | 155          |
| 1985     | 0,2                |       | 157          |
| 1989     | Listenverbindung 2 |       | 165          |
| 1993     | 0,0                |       | 165          |

| Wahljahr | Prozent | Sitze | Sitze gesamt |
| -------- | ------- | ----- | ------------ |
| 1997     | 0,1     |       | 165          |
| 2001     | 0,1     |       | 165          |
| 2005     | 0,0     |       | 169          |
| 2009     | 0,0     |       | 169          |
| 2013     | 0,0     |       | 169          |
| 2017     | 0,0     |       | 169          |
| 2021     | 0,0     |       | 169          |

## Parteivorsitzende
- 1923–1925: Sverre Støstad
- 1925–1930: Peder Furubotn
- 1931–1934: Henry Wilhelm Kristiansen
- 1934–1946: Adam Egede-Nissen
- 1946–1965: Emil Løvlien
- 1965–1975: Reidar T. Larsen
- 1975–1982: Martin Gunnar Knutsen
- 1982–1987: Hans I. Kleven
- 1987–1991: Kåre André Nilsen
- 1991–1993: Ingve Iversen
- 1993–1998: Terje Krogh, Per Lothar Lindtner, Kjell Underlid
- 1998–2000: Per Lothar Lindtner, Kjell Underlid
- 2000–2001: Per Lothar Lindtner
- 2001–2010: Zafer Gözet
- 2010–2013: Svend Haakon Jacobsen
- 2013–2015: Jørgen Hovde
- seit 2015: Runa Evensen

## Parteitage
| Bezeichnung                 | Datum                  |
| --------------------------- | ---------------------- |
| I. (Gründungs-)Parteitag    | 4. November 1923       |
| II. Parteitag               | 30. Mai – 2. Juni 1925 |
| III. Parteitag              | 9. – 13. Februar 1929  |
| IV. Parteitag               | 24. – 27. März 1932    |
| V. Parteitag                | 12. April 1936         |
| VI. Parteitag               | 8. – 10. Juni 1946     |
| VII. Parteitag              | 4. – 5. Februar 1949   |
| außerordentlicher Parteitag | 20. – 22. Februar 1950 |
| VIII. Parteitag             | 20. – 22. März 1953    |
| IX. Parteitag               | 1. – 3. März 1957      |
| X. Parteitag                | 17. – 19. März 1961    |

| Bezeichnung      | Datum                          |
| ---------------- | ------------------------------ |
| XI. Parteitag    | 26. – 28. März 1965            |
| XII. Parteitag   | 22. – 28. März 1968            |
| XIII. Parteitag  | 23. – 25. April 1971           |
| XIV. Parteitag   | 2. – 4. November 1973          |
| XV. Parteitag    | 31. Oktober – 2. November 1975 |
| XVI. Parteitag   | 1978                           |
| XVII. Parteitag  | 4. – 6. Dezember 1981          |
| XVIII. Parteitag | 1984                           |
| XIX. Parteitag   | 24. – 26. April 1987           |
| XX. Parteitag    | 1990                           |
| XXI. Parteitag   | 1993                           |

| Bezeichnung       | Datum                  |
| ----------------- | ---------------------- |
| XXII. Parteitag   | 1. – 2. April 1995     |
| XXIII. Parteitag  | 1998                   |
| XXIV. Parteitag   | 2001                   |
| XXV. Parteitag    | 21. – 22. Februar 2004 |
| XXVI. Parteitag   | 26. – 28. Mai 2007     |
| XXVII. Parteitag  | 2010                   |
| XXVIII. Parteitag | 2013                   |
| XXIX. Parteitag   | 5. – 6. November 2016  |
| XXX. Parteitag    | Juni 2019              |
| XXXI. Parteitag   | Juni 2022              |